# بطريرك القدس للروم الأرثوذكس
بطريرك القدس للروم الأرثوذكس هو رئيس أساقفة بطريركية الروم الأرثوذكس في القدس، ويحتل المرتبة الرابعة من بين تسعة بطاركة في الكنيسة الأرثوذكسية الشرقية. منذ عام 2005، يشغل ثيوفيلوس الثالث منصب بطريرك الكنيسة الأرثوذكسية الشرقية في القدس. يُلقب البطريرك بـ"بطريرك مدينة القدس المقدسة، وكل الأراضي المقدسة، وسوريا، وما وراء نهر الأردن، وقانا الجليل، وصهيون المقدسة". يعتبر البطريرك رئيس جماعة القبر المقدس، والزعيم الديني لنحو 130 ألف مسيحي أرثوذكسي شرقي في الأراضي المقدسة، معظمهم من المسيحيين الفلسطينيين.
يعود تاريخ البطريركية إلى أول أساقفة مسيحيين في القدس، وكان أولهم يعقوب البار في القرن الأول الميلادي. حصلت القدس على الاستقلال الذاتي في عام 451م بموجب مجمع خلقيدونية، وفي عام 531م أصبحت واحدة من البطريركيات الخمس الأولى.

## التاريخ
في العصر الرسولي، كانت الكنيسة المسيحية تتألف من عدد غير محدد من الكنائس المحلية، وكانت كنيسة القدس تُعد مركزًا رئيسيًا ومرجعية للكنائس الأخرى. يعتبر يعقوب البار، الذي استشهد حوالي سنة 62 الميلادية، أول أسقف لمدينة القدس. تأثر المجتمع المسيحي في القدس بالاضطهادات الرومانية التي أعقبت الثورات اليهودية ضد روما في أواخر القرنين الأول والثاني، مما أدى إلى تراجع مكانة القدس تدريجيًا لصالح كراسي أخرى، وخاصة تلك الموجودة في القسطنطينية وأنطاكية والإسكندرية وروما. مع ذلك فإن زيادة الحج المسيحي إلى القدس خلال وبعد عهد قسطنطين الكبير قامت في تعزيز مكانة الكنيسة في المدينة.
في عام 325، منح المجمع الأول في نيقية شرفًا خاصًا لأسقف القدس، دون منحه رتبة حضرية (أعلى رتبة في الكنيسة آنذاك). ظلت القدس تحت هذه المكانة حتى عام 451، حين منح مجمع خلقيدونية الاستقلال الكنسي لأسقف القدس عن مطران أنطاكية وأي أسقف أعلى رتبة، ومنحه ما يعرف الآن بالاستقلال الذاتي، وذلك في الدورة السابعة من المجمع التي تضمنت المرسوم التالي: "أسقف القدس، أو بالأحرى الكنيسة المقدسة التي تحت قيادته، سيكون تحت سلطته الخاصة فلسطين الثلاثة".
أدى هذا القرار إلى اعتبار القدس بطريركية مستقلة، لتصبح واحدة من البطريركيات الخمس المعروفة باسم البطريركية الخماسية، وذلك عندما تم إنشاء لقب "بطريرك" في عام 531 من قبل جستنيان الأول. 
عندما حدث الانشقاق الكبير في عام 1054، شكل بطريرك القدس والبطاركة الشرقيون الثلاثة الآخرون الكنيسة الأرثوذكسية الشرقية، وشكل بطريرك روما (أي البابا ) الكنيسة الرومانية الكاثوليكية.

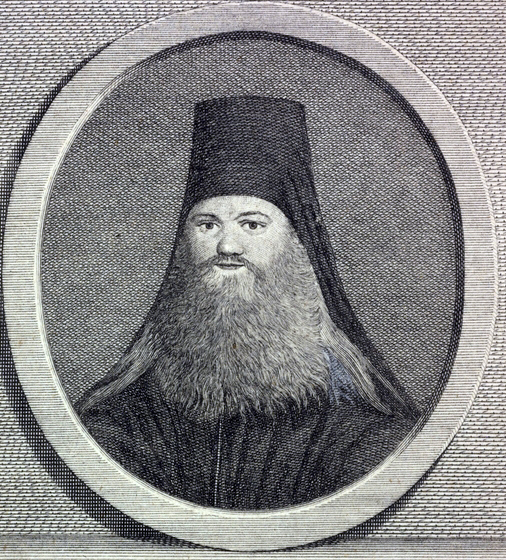

في عام 1099 عيّن الصليبيون بطريركًا لاتينيًا. ونتيجة لذلك، عاش البطاركة الأرثوذكس الشرقيون في المنفى في القسطنطينية حتى عام 1187.

## المنصب الحالي
اليوم، مقر البطريركية هو كنيسة القيامة في القدس.
يقدر عدد المسيحيين الأرثوذكس الشرقيين في الأراضي المقدسة بنحو 200 ألف نسمة. أغلبية أعضاء الكنيسة هم من العرب الفلسطينيين، وهناك أيضًا عدد قليل من الآشوريين واليونانيين والجورجيين.
في عام 2005، تم عزل البطريرك إيريناوس من قبل المجمع المقدس في القدس بعد اتهامه بالتورط في بيع أراضي الكنيسة في القدس الشرقية لمستثمرين إسرائيليين. انعقد مجمع أرثوذكسي خاص في القسطنطينية ( إسطنبول ) لمراجعة قرار المجمع المقدس في القدس، وقد أقر المجمع الأرثوذكسي العام برئاسة البطريرك المسكوني القسطنطيني برثلماوس الأول، بأغلبية ساحقة قرار جماعة القبر المقدس، وشطب اسم إيريناوس من الثنائيات. تم اختيار المتروبوليت كورنيليوس من البتراء ليقوم بمهام القائم بالأعمال في انتظار انتخاب بديل لإيريناوس. في 22 أغسطس 2005، تم انتخاب ثيوفيلوس، رئيس أساقفة طابور السابق، بطريركًا رقم 141 لمدينة القدس.